# Fundição de Sinos Apolda

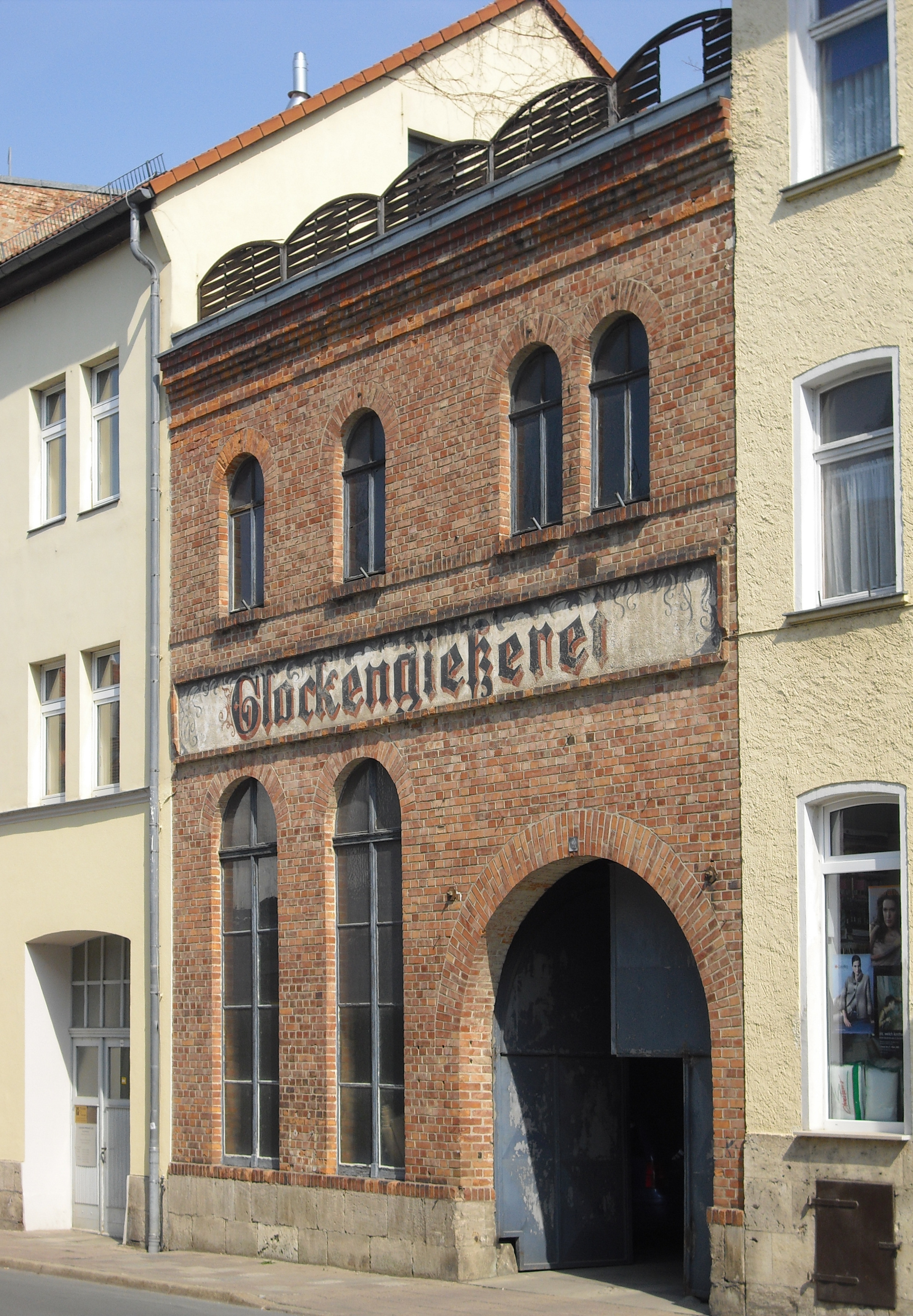
Antiga Fundição de Sinos Apolda

A Fundição de Sinos Apolda funcionou em Apolda, Turíngia, Alemanha, de 1722 a 1988.
Sinos de sua produção ecoam até a atualidade em igrejas dos cinco continentes. Ao todo a Apolda produziu aproximadamente 20 mil sinos.

## Brasil

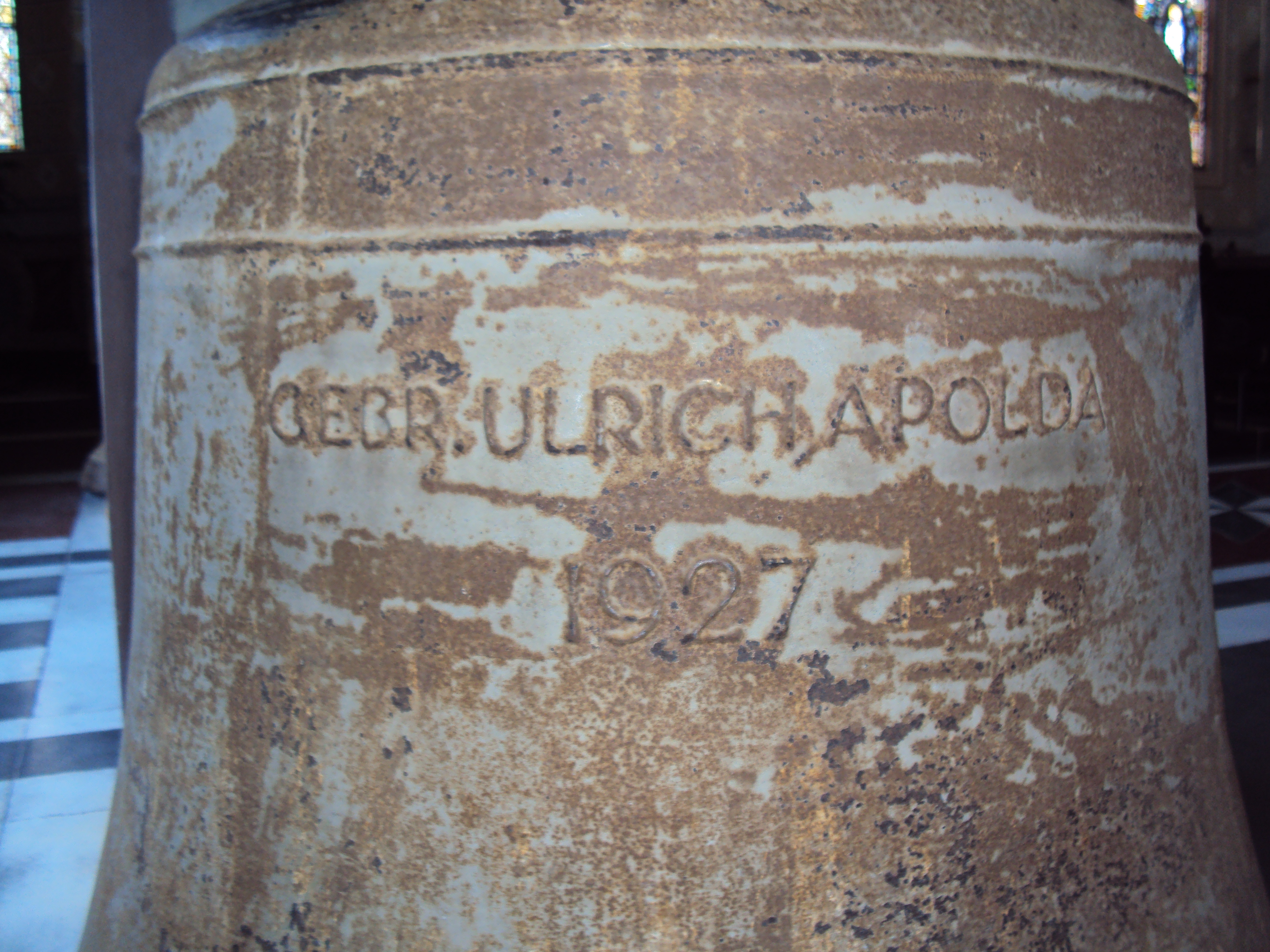
Sino da Fundição Apolda de 1927, Igreja Nosso Senhor do Bonfim de Braço do Norte/SC.

- Braço do Norte, Igreja Nosso Senhor do Bonfim